# Gartenterrasse (Gemälde)
Gartenterrasse, auch Schloßterrasse oder Blick von der Terrasse des Schlosses Erdmannsdorf, ist ein 1811 entstandenes Gemälde von Caspar David Friedrich. Das Bild in Öl auf Leinwand im Format 53,5 cm × 70 cm befindet sich im Neuen Pavillon in Berlin.

## Bildbeschreibung
Das Gemälde zeigt in einer symmetrischen Komposition eine durch eine Mauer im Mittelgrund begrenzte, „verschattete, nach geometrischen Regel gestaltete Parkpartie“. Das Bildzentrum, gebildet durch ein Blumenrondell mit der Statue einer antiken Göttin, wird durch zwei hohe Kastanienbäume gerahmt. Am Fuße des rechten Baumes sitzt eine lesende Frau im dunklen Kleid auf einer Bank, neben ihr ein Weidenkorb, zum Teil bedeckt mit einem roten Tuch. Die Frau ist nicht als Rückenfigur dargestellt, erscheint in der seitlichen Position als erkennbare Person. In der Mauer befindet sich ein durchbrochen ornamentiertes Tor, gesäumt von zwei Löwenfiguren. Hinter der Mauer fällt das helle Landschaftsareal ab, so dass für die Parkpartie der Eindruck einer Gartenterrasse entsteht. Der Hintergrund offenbart eine heitere Mittelgebirgslandschaft mit grünen Wiesen, bewaldeten Hügeln, dörflichen Häusern und einer Burgruine, axial bekrönt von einem Bergkegel.

## Deutungsgeschichte

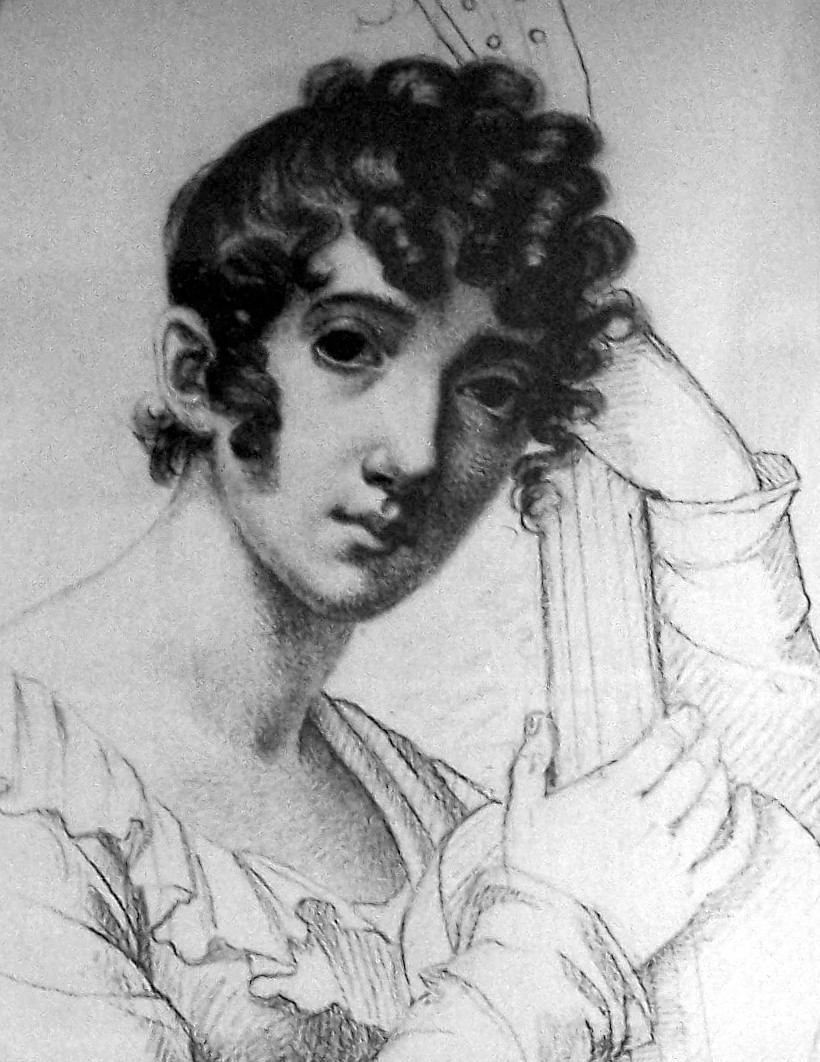
Caroline Bardua: Selbstbildnis mit Laute, 1822

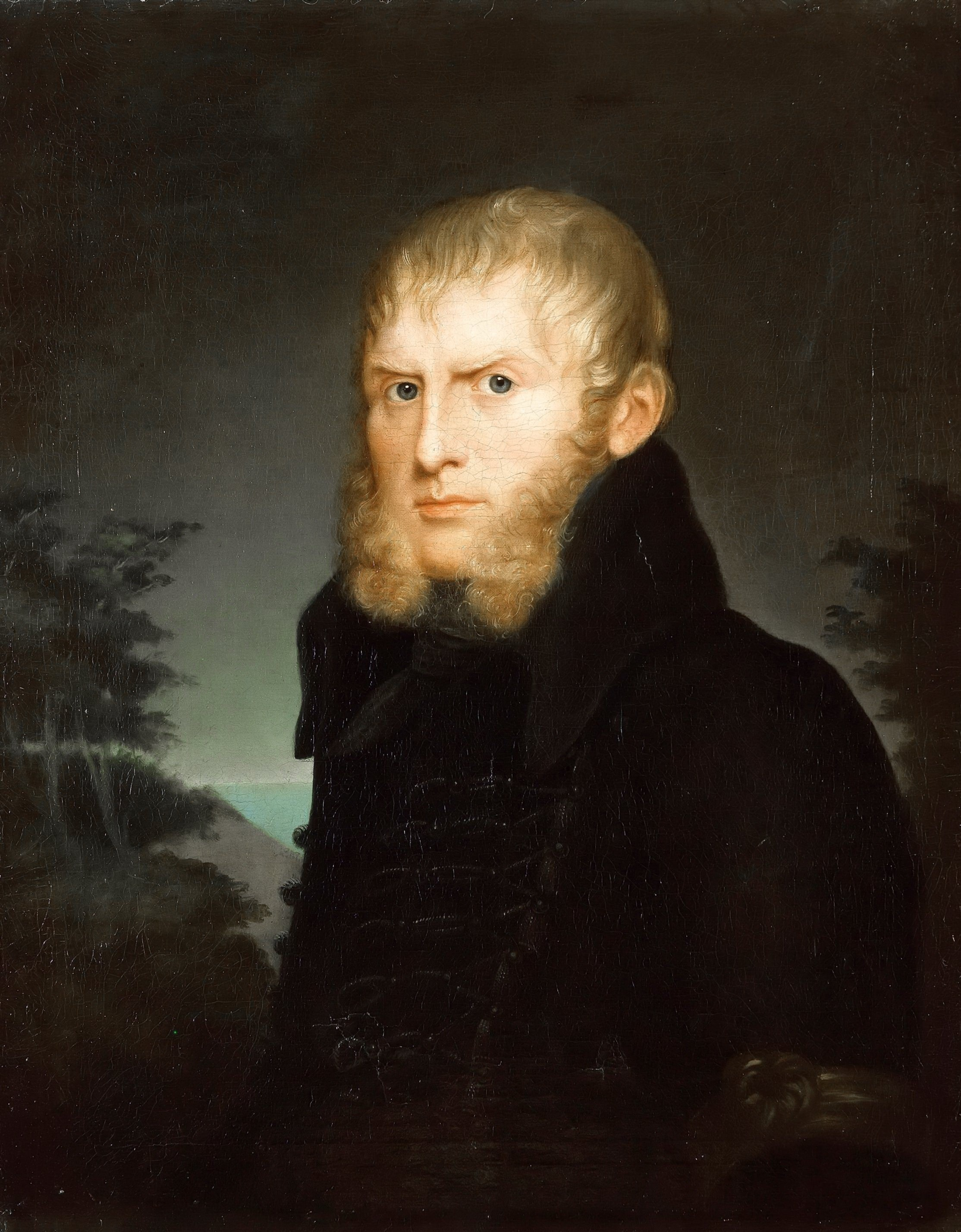
Caroline Bardua: Porträt Caspar David Friedrichs, 1810

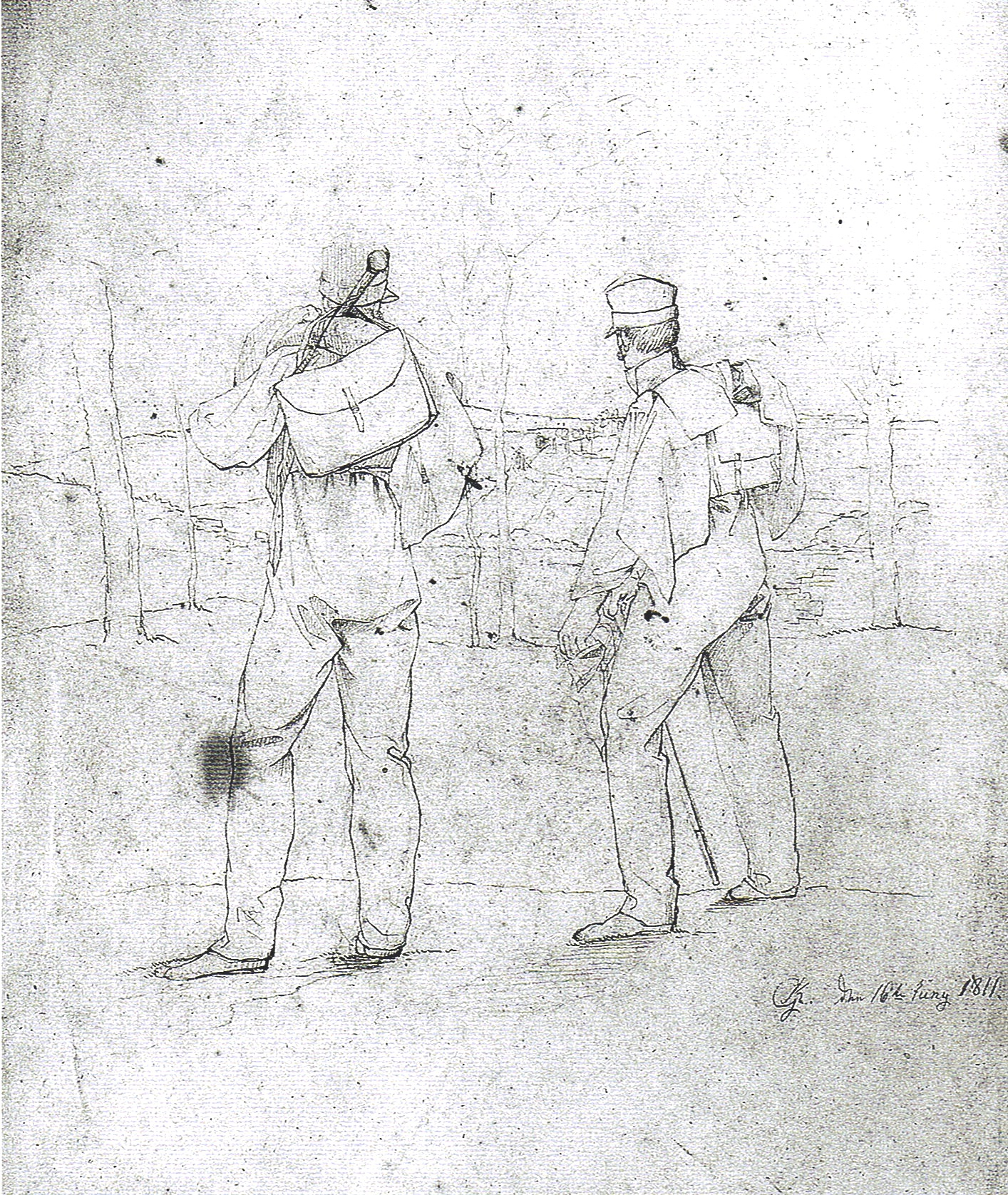
Georg Friedrich Kersting: Caspar David Friedrich und Christian Gottlieb Kühn auf der Wanderung zum Harz. (Links Friedrich dargestellt), 1811

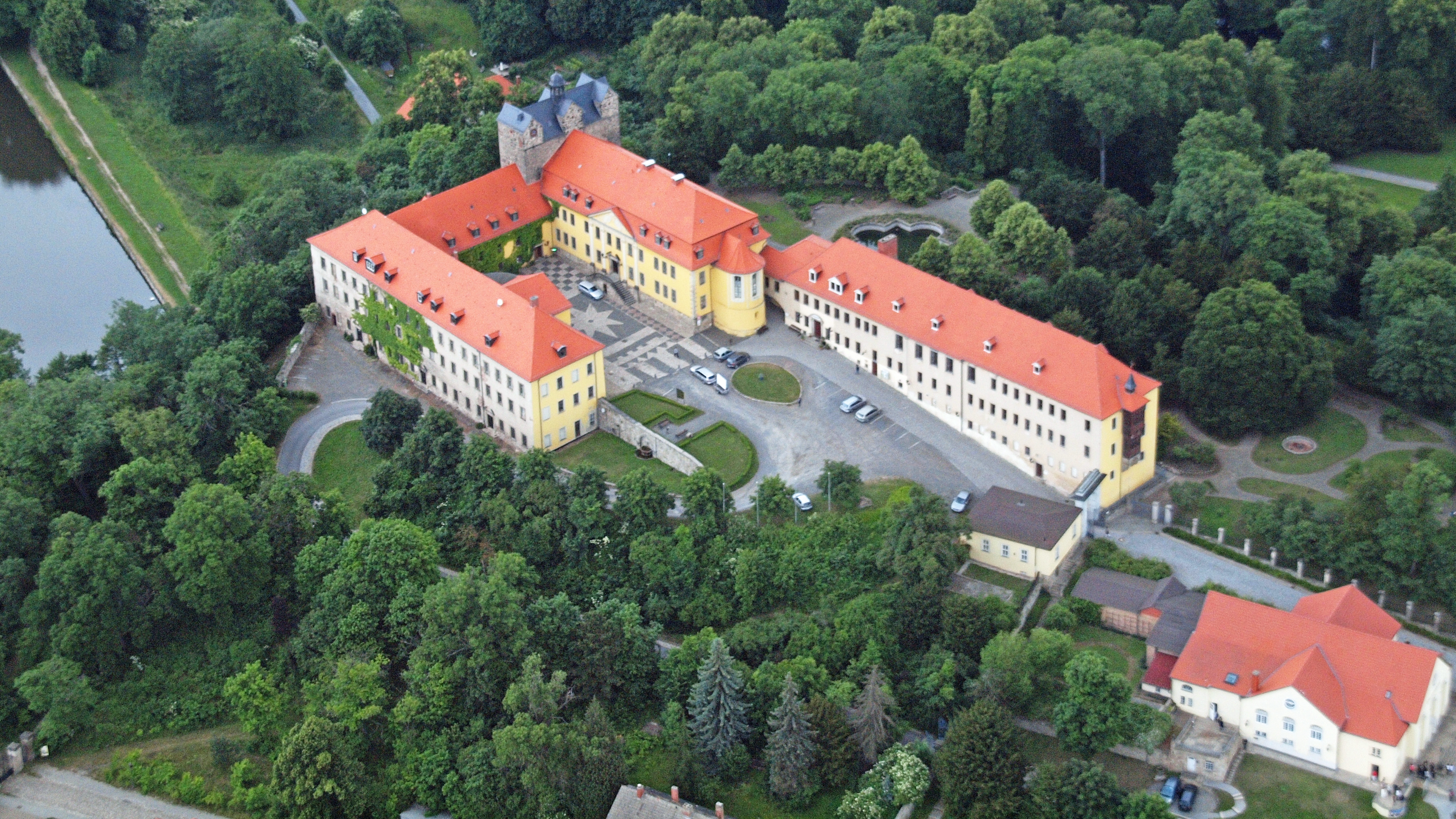
Schloss Ballenstedt

Zeitgenössische Kritiker hoben mit der Bezeichnung „Garthenparthie in französischem Styl“ auf die formale Gartengestaltung ab, wobei die Darstellung alles Französischen in der Zeit der Napoleonischen Kriege auch als eine antinapoleonische Haltung interpretiert wurde. Im 19. Jahrhundert erkannte man in dem Motiv den „Blick von der Terrasse des Schlosses Erdmannsdorf“ im Erzgebirge, obwohl es für einen Aufenthalt Friedrichs in dieser Gegend keine Anhaltspunkte gibt. In der Zeit der Gartenstadtbewegung der 1920er Jahre und Entdeckung der Natur als Erholungsraum galt die bevorzugte Interpretation der Statue als Symbol des „ruhigen Seins“ der Landschaft und die Frauengestalt als „Gleichnis des in den Menschen einziehenden Friedens“. Günther Grundmann verortet die Gartenterrasse nun im Riesengebirge.
1969 führte Helmut Börsch-Supan die religiöse und patriotische Deutung in die Diskussion ein, erkennt eine Symbolik (Kreuz im Tor), die auf einen religiösen Sinn in der Landschaft verweist. Werner Hofmann plädierte 2000 für eine „Allegorie, in der sich die imaginären Leseerlebnisse der jungen Frau zum anschaubaren Bildungsaltar verfestigen“. Friedrich distanziere sich mit der „Gartenterrasse“ von seinem anderen, düsteren Ich.

„Wem die Natur sich nicht offenbart im zartesten Einklang, sondern nur im schroffesten Gegensatz erkennt ihren Geist, dessen Sinn ist verschlossen für die Kunst.“

Peter Märker insistiert 2007 in seinen Überlegungen zum Bild auf den politisch interpretierbaren Gegensatz „französischer Garten – freie Natur“, der für die feudalhierarchische und die freie Regierungsform stehen soll.

## Aufenthalt in Ballenstedt
Die Ereignisse vor dem Entstehen der Gartenterrasse lassen sich rekonstruieren. Die 27-jährige Caroline Bardua beendete im Frühjahr 1811 den Kunstunterricht bei Gerhard von Kügelgen in Dresden und kehrte zu ihrer Familie nach Ballenstedt zurück. Ihren größten Erfolg hatte die Bardua mit einem Porträt auf der Dresdner Kunstausstellung von 1810, das Caspar David Friedrich in Trauer zeigt. Friedrich brach am 16. Juni 1811 zusammen mit dem Bildhauer Christian Gottlieb Kühn von Dresden aus zu einer Reise in den Harz auf. Eine Harzwanderung begannen er und Kühn am 23. Juni mit einem mehrtägigen Aufenthalt im Hause Bardua in Ballenstedt. Caroline Bardua war die Tochter eines Kammerdieners des Fürsten von Anhalt-Bernburg. Das Haus der Barduas befand sich am Schloss nahe der Kastanienallee, die zur Stadt führt.

„An einem Sonntagnachmittag, als Caroline am Piano saß, um sich die etwas langgedehnten Stunden, wie sie ein Feiertagsnachmittag immer zu bringen pflegt, durch Gesang zu verkürzen, zeigten sich zwei Fremde auf der Straße. [...] Sie kamen sogleich Carolinen aufsuchen und das Zusammensein mit beiden Künstlern war für sie ein überaus großes Vergnügen.“

Friedrich füllte sein Skizzenbuch mit Zeichnungen von der Gegend rund um das Ballenstedter Schloss und Aussichten auf den Brocken. Einige Blätter sind mit typischen Notizen für die Weiterverwendung in einem Gemälde versehen.

## Kompilation

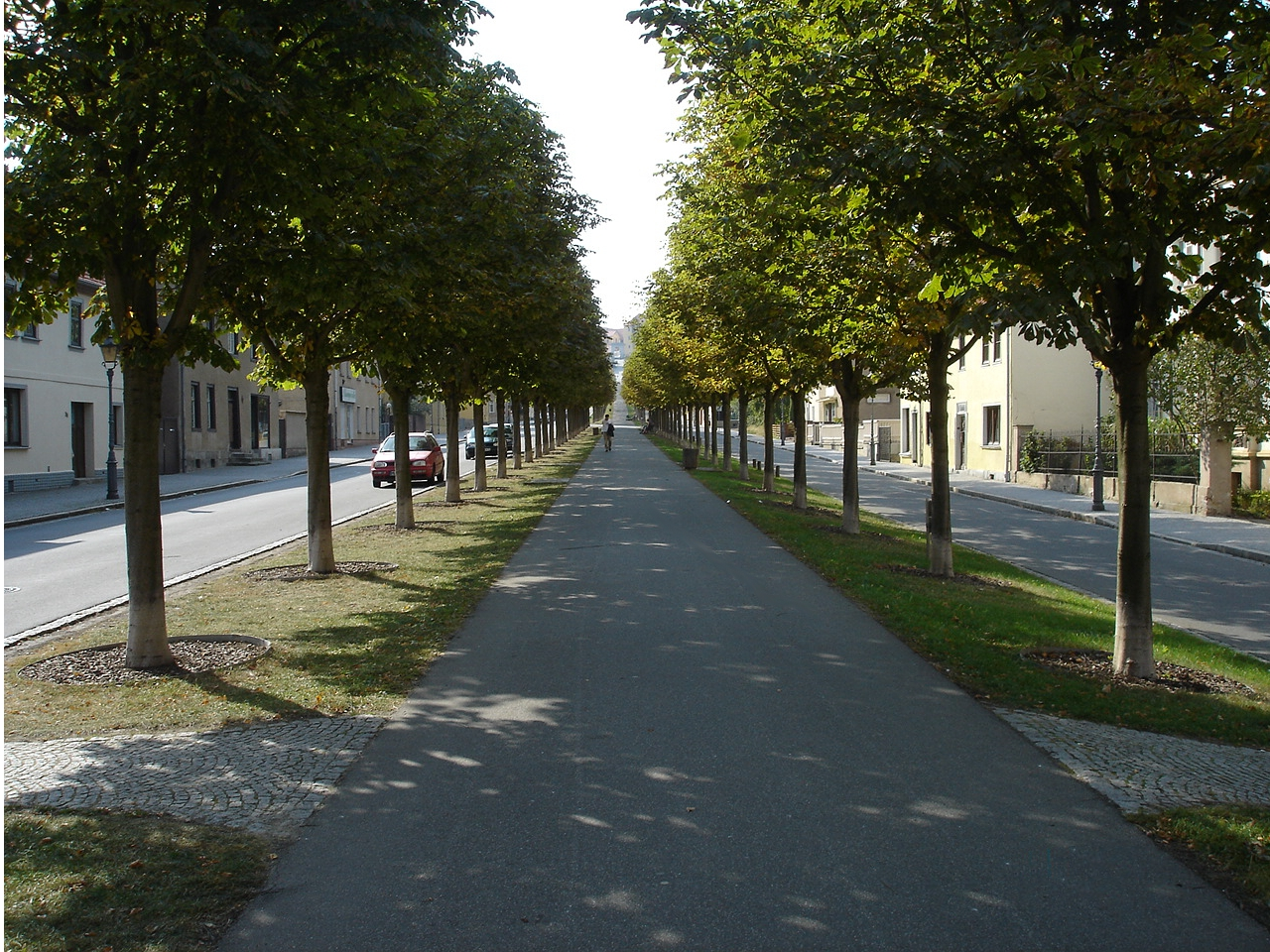
Allee in Ballenstedt

Das Gemälde die „Gartenterrasse“ komponiert Friedrich als Kompilation. Er bringt wie in einem Bühnenraum die Kulissen in eine Sichtachse und ordnet, was in der Natur am Ort (Ballenstedt) in verschiedene Himmelsrichtungen verteilt zu finden ist. Bei der Parkmauer handelt es sich um den nordwestlichen Teil der Mauer des alten barocken Ballenstedter Schlossparkes im Zustand um 1810 (Peter Joseph Lenné gestaltet die Anlage ab 1858 in einen Landschaftspark um). Für das ins Bild gerückte Harzvorland und den Brocken simuliert der Maler eine so nicht erfahrbare plastische Nähe. Die beiden Kastanienbäume gehören zur Allee, die vom Schloss in östliche Richtung zur Stadt führt und 1800 angelegt wurde. Die Frau auf der Bank unter den Alleebäumen stellt den Ankerpunkt dar, um den die Landschaftsteile verschoben werden. Die Gartenterrasse ist das einzige Bild in Friedrichs Werk, bei dem diese topografische Kompilation auch nachweisbar ist und lässt Schlüsse zu, wie der Maler in anderen Bildern die Fragmente der Naturwirklichkeit arrangiert.

„Die Kunst tritt als Mittlerin zwischen die Natur und den Menschen. Das Urbild ist der Menge zu groß zu erhaben um es erfassen zu können.“

## Skizzen
Für das Harzvorland und die Brockenkontur wurden Bleistiftskizzen vom 25. Juni 1811 mit dem Titel Zwei Landschaftsstudien verwendet. Mit einem Doppelstrich und Nummerierungen im Tiefenraum sind Bilddetails für eine Weiterverwendung favorisiert. Für die beiden Kastanienbäume im Gemälde fertigte Friedrich im September 1811 in Dresden Pflanzen und Laubstudien sowie die Skizze Parklandschaft mit zwei flankierenden Bäumen.

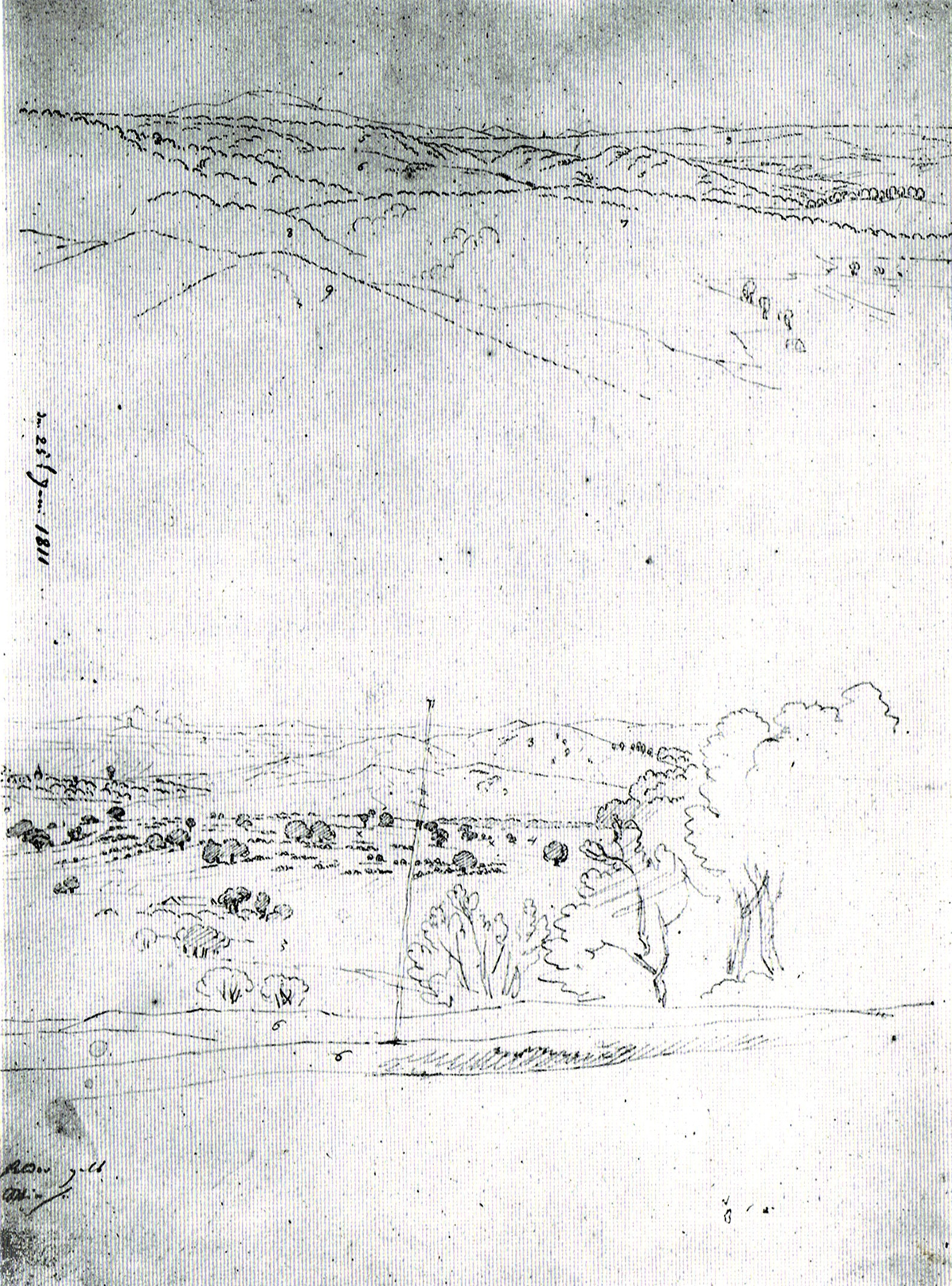
Caspar David Friedrich: Harzlandschaften. 25. Juni 1811
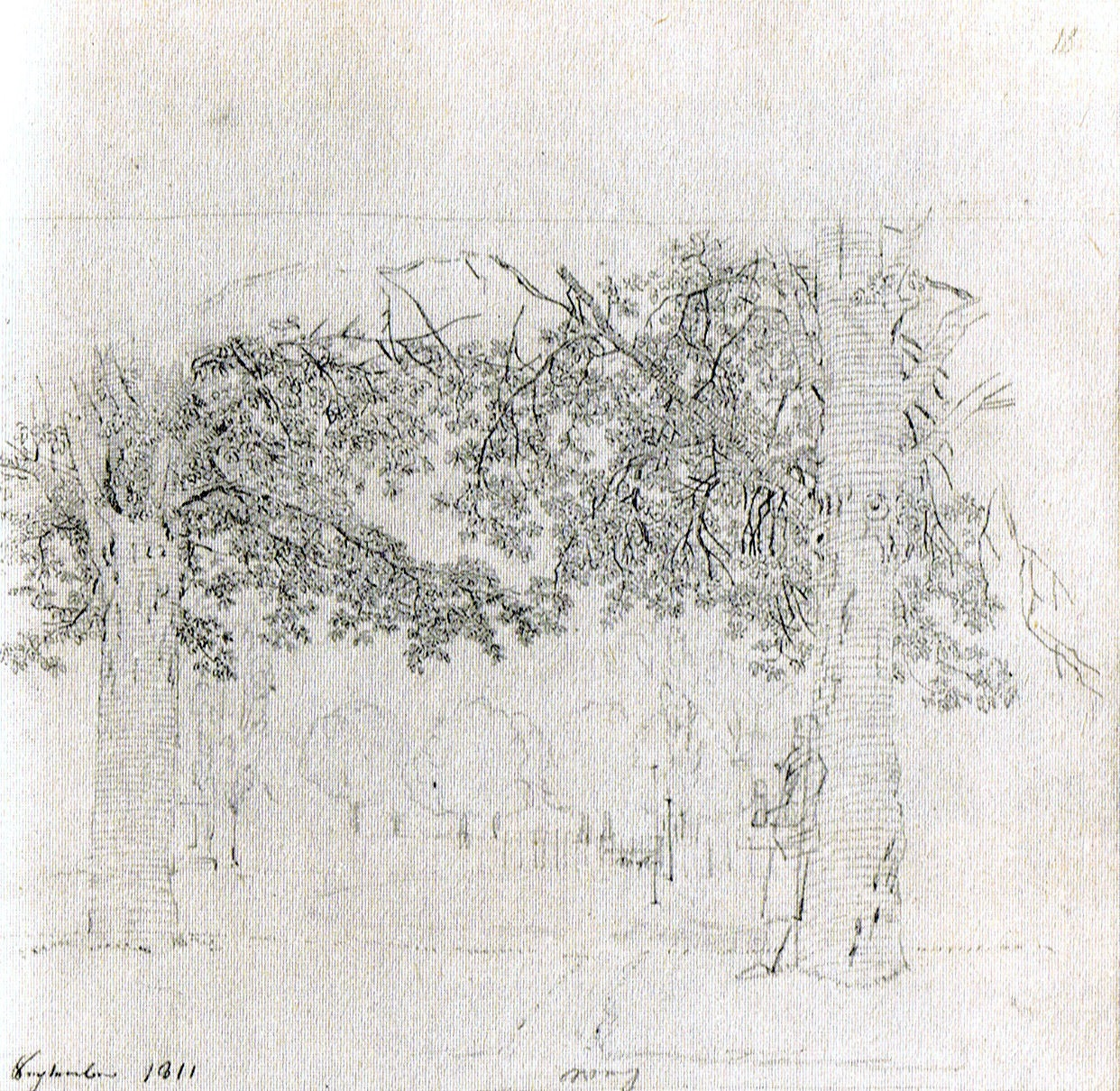
Caspar David Friedrich: Parklandschaft mit zwei flankierenden Bäumen. September 1811
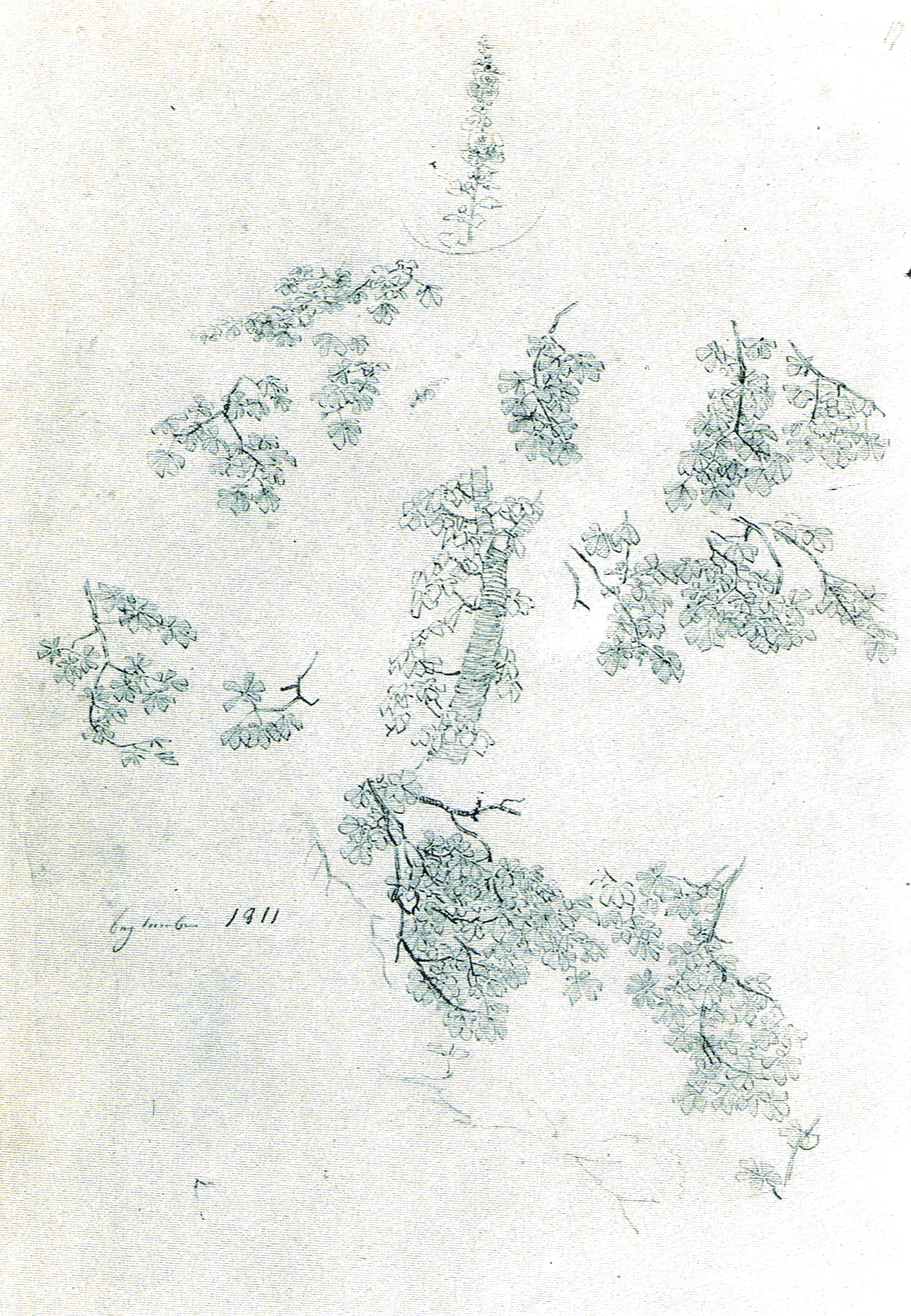
Caspar David Friedrich: Pflanzen- und Laubstudien. September 1811

## Provenienz
Das Bild wurde im März 1812 auf der Dresdner Akademieausstellung sowie im Herbst 1812 auf der Berliner Akademieausstellung gezeigt und dort vom preußischen Königshaus erworben. Standort des Werkes war bis 1843 das Prinzessinnenpalais in Berlin am Boulevard Unter den Linden, bis 1906 in der Villa Liegnitz in Erdmannsdorf, bis 1945 im Berliner Schloss und danach in Potsdam, danach im Schloss Charlottenhof und heute im Neuen Pavillon in Berlin.

## Einordnung in das Gesamtwerk
Das Bild Gartenterrasse ist das erste Gemälde Caspar David Friedrichs, in dem der Maler eine offenbar personalisierte Bildgestalt in symbolhafte Beziehung zur Natur setzt. Das dafür angewandte streng symmetrisch dreigetaktete Bildgefüge wird zu einem werkbestimmenden variierten Gestaltungs- und Strukturprinzip des Malers.

### Gartenbilder der Transzendenz
In der Reihe von Friedrichs Gartenbildern schafft die Gartenterrasse im Vergleich zum Sommer-Bild von 1807 auch eine neue malerische und kompositorische Qualität, die sich im verschollenen Gegenstück Landschaft mit einer Gartenpartie (1811), im Gedächtnisbild für Johann Emanuel Bremer (1817) und der Gartenlaube (1818) fortsetzt. Gemeinsam ist diesen Gartenbildern die vermittelnde Transzendenz einer erfahrbaren Gegenwart und einer unwirklichen Ferne, getrennt durch eine „Raumsperre“ als Element der Gartengestaltung. Die lebenden oder nicht mehr lebenden Personen werden in kleinen Paradiesen verortet, mit der Aussicht auf eine Welt des Nicht-Wirklichen. Der Garten erscheint als Ort der geheimnisvollen Wünsche, als symbolischer Ort der Romantik.

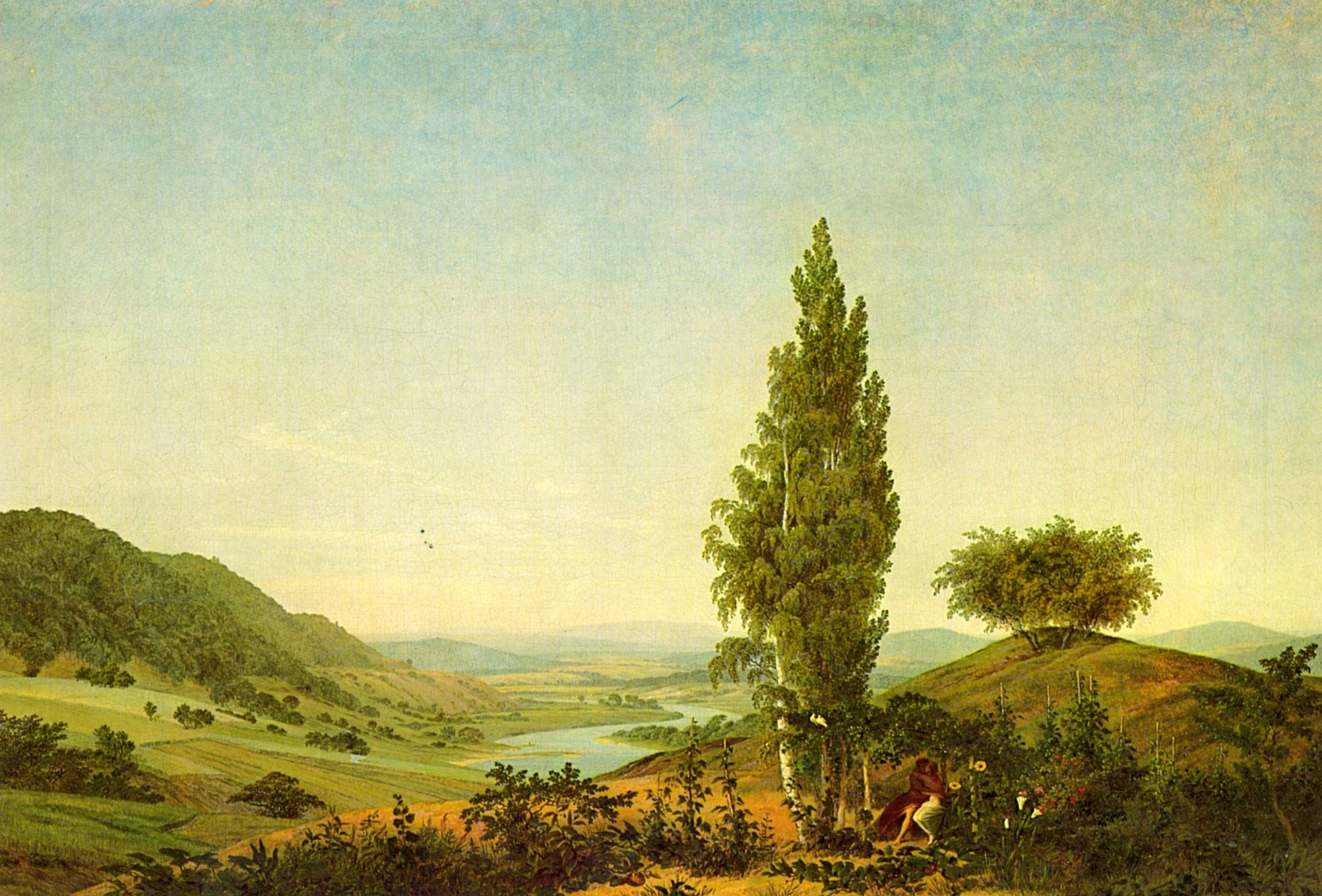
Caspar David Friedrich: Der Sommer, 1807
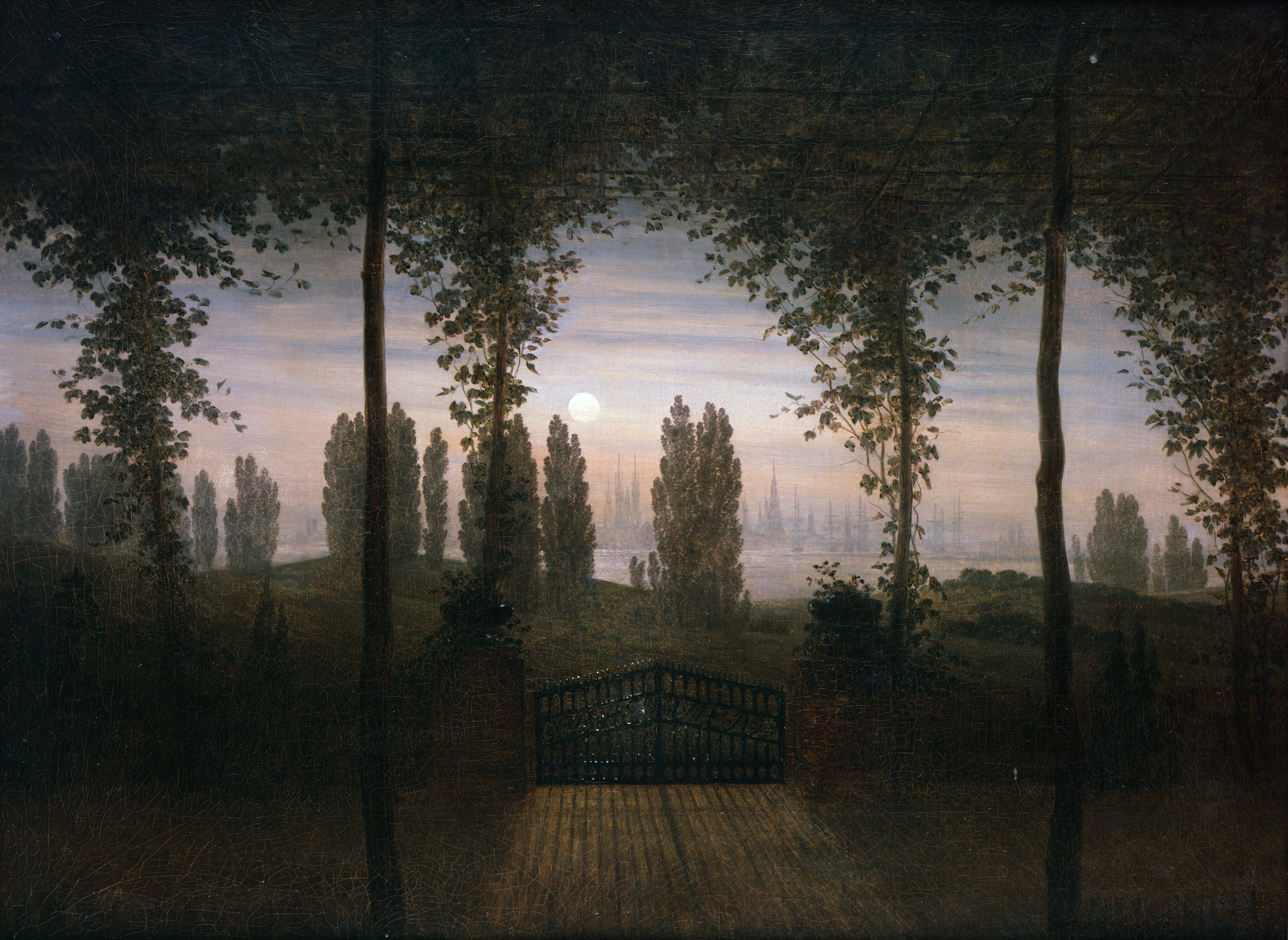
Caspar David Friedrich: Gedächtnisbild für Johann Emanuel Bremer, 1817
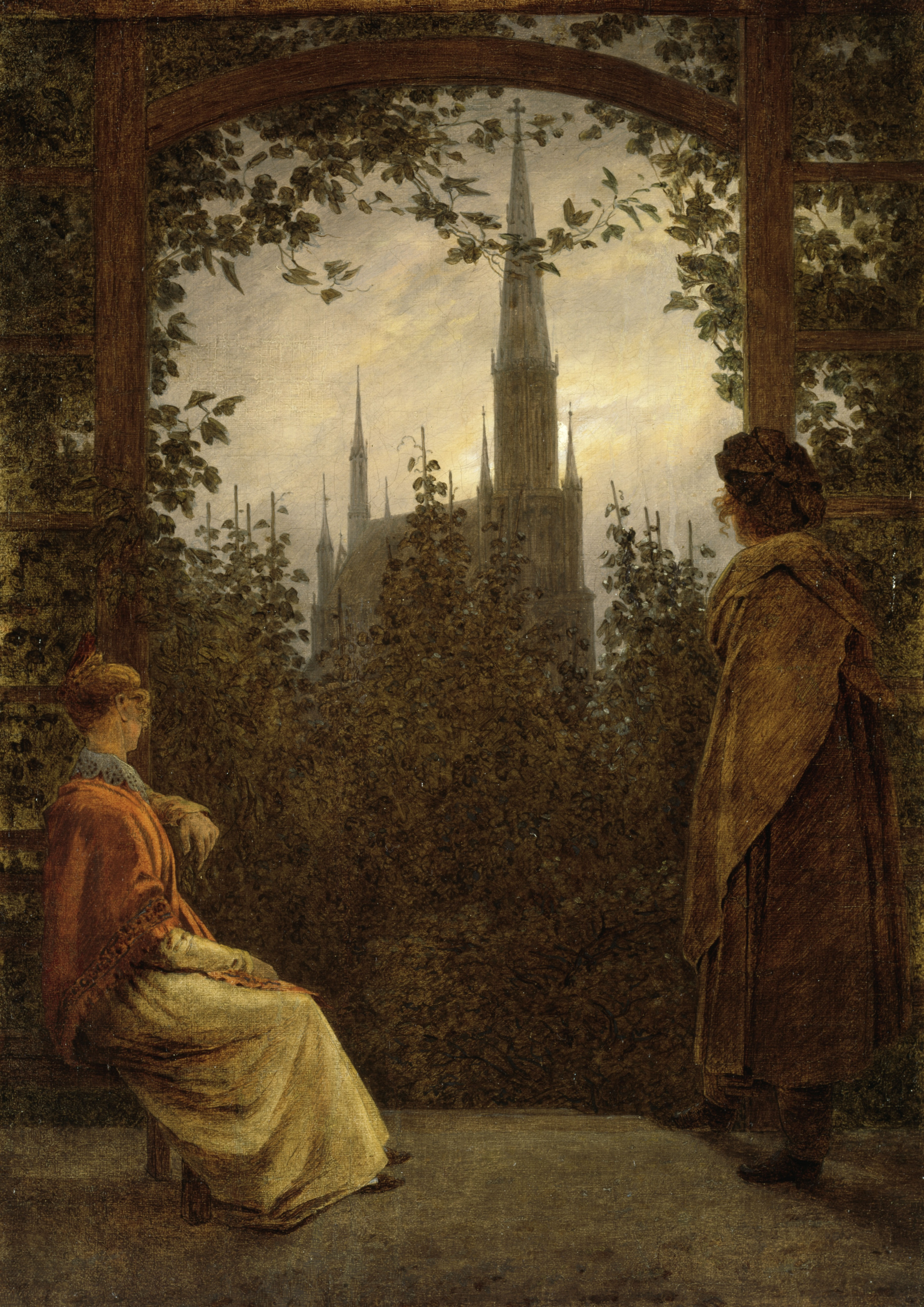
Caspar David Friedrich: Gartenlaube in Greifswald, 1818

### Frauenbilder und die Farbe Rot
Die Gartenterrasse ist das erste Bild einer Reihe von Gemälden, die Frauenfiguren in der Landschaft zeigen und vor Friedrichs Hochzeit 1818 entstanden sind, zu der die Frau vor der untergehenden Sonne, der Abschied und Frau am Meer gehören. Diese Motive des noch ungebundenen Lebens lassen im Gegensatz zu den hausmütterlichen Bildnissen seiner Frau Caroline wie die Frau am Fenster einige Leidenschaft erkennen. Das rote Tuch der Gartenterrasse, das rote Kleid der Frau am Meer und die rubinroten Ohrringe der Frau vor der untergehenden Sonne bieten dazu eine schlüssige Farbsymbolik, rot als Farbe der Liebe. Friedrich hatte ungerechtfertigter Weise den Ruf der „Unpaarste aller Unpaaren“ zu sein, doch in sein Tagebuch notiert er 1803:

„Da wurde ich eingedenk die schönen Mädchen, so ich vor einigen Monaten bei meiner Durchreise gesehen, und schnell eilte ich, ehe‘s dunkel wurde, dem Orte zu. Langsam ging ich durch die stillen Gassen des Städtchens, und ich sah auch einige der schönen Mädchen; es waren dieselben, so ich schon gesehen. Durch die klaren Fensterscheiben konnt ich sie gar deutlich erblicken. Und ihnen kaum einen freundlichen Gruss zunicken, als sie sich plötzlich rückwärts wanden und schamrot verschwanden.“

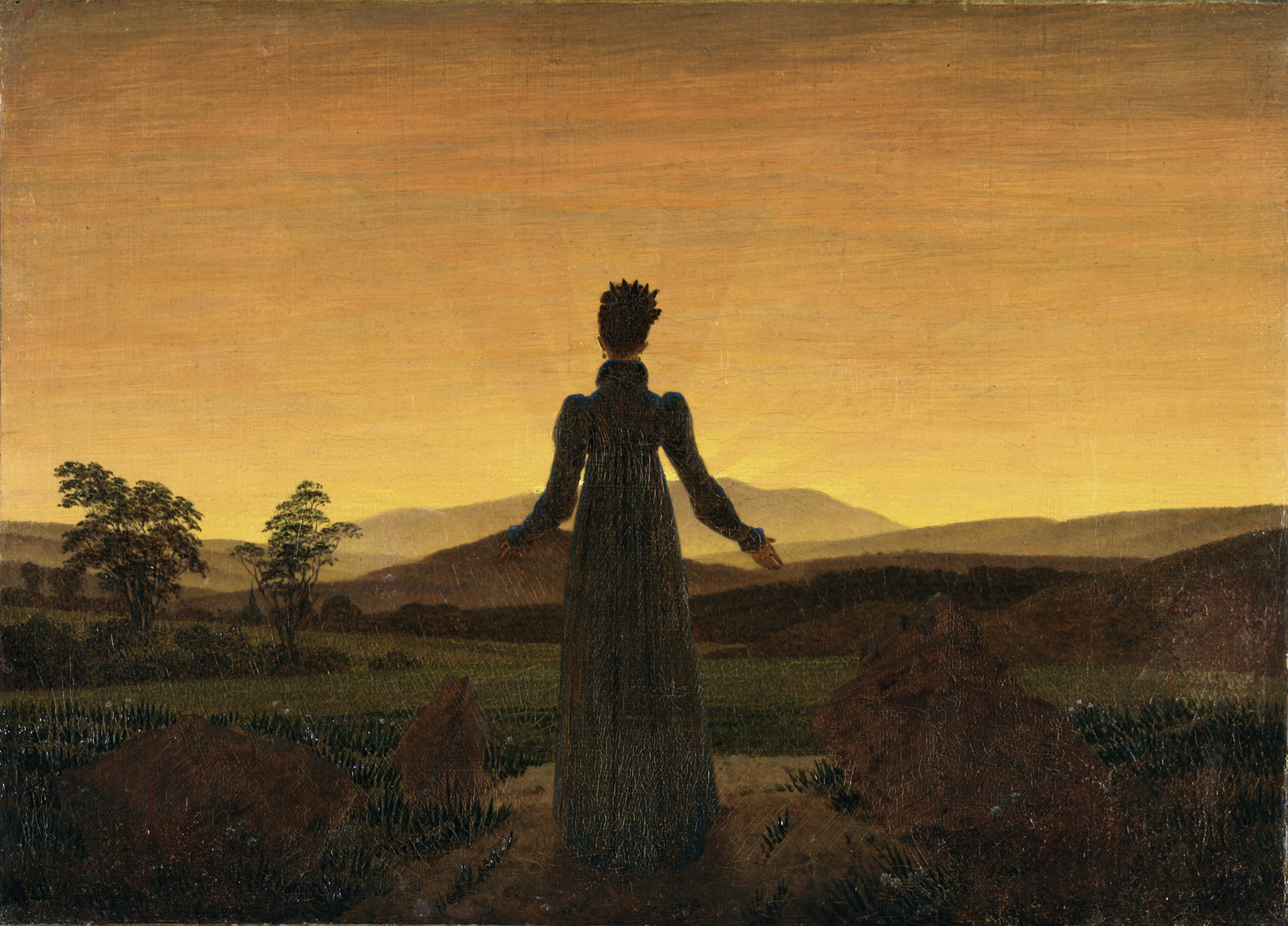
Caspar David Friedrich: Frau vor der untergehenden Sonne, 1818
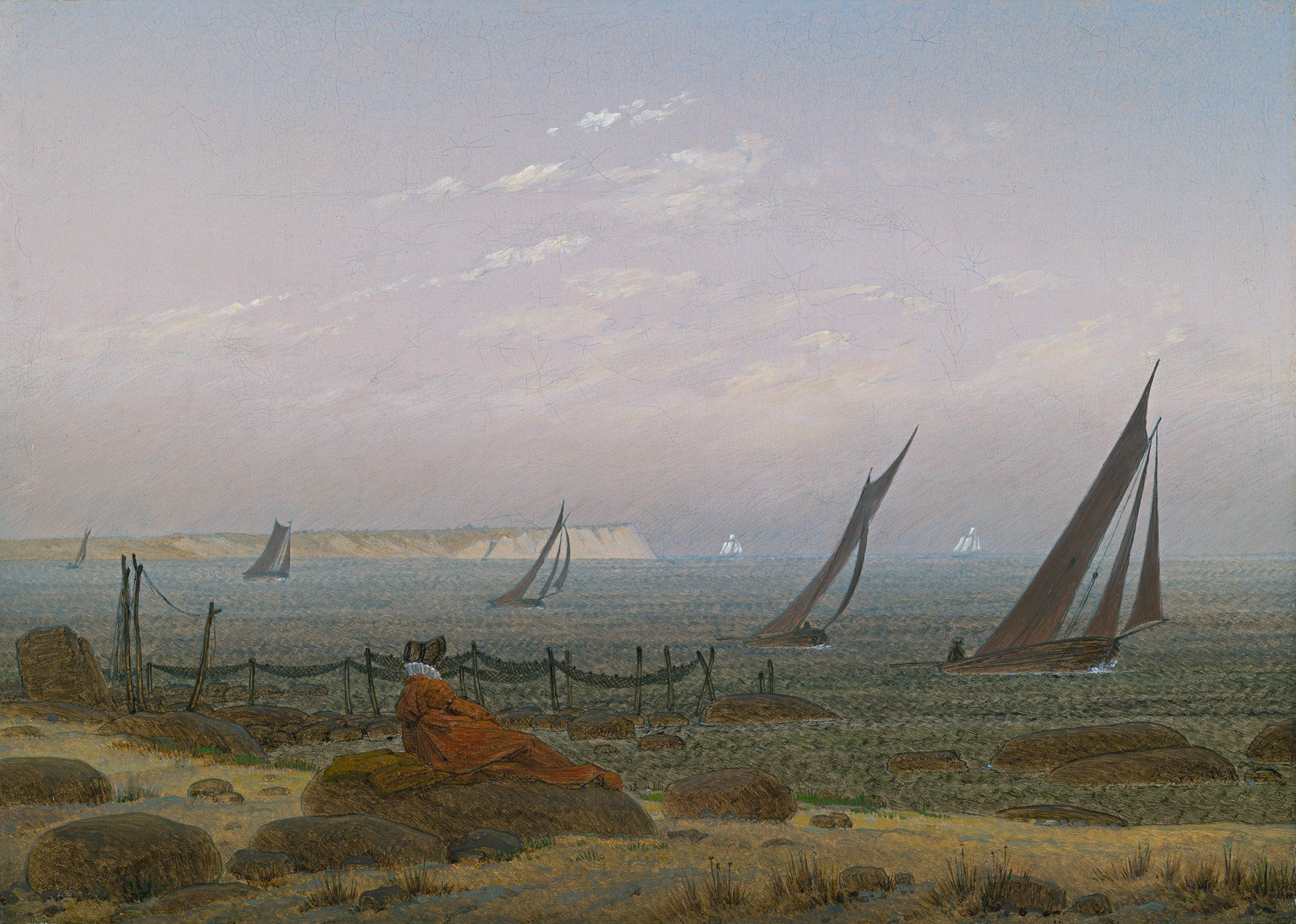
Caspar David Friedrich: Frau am Meer, vor 1818
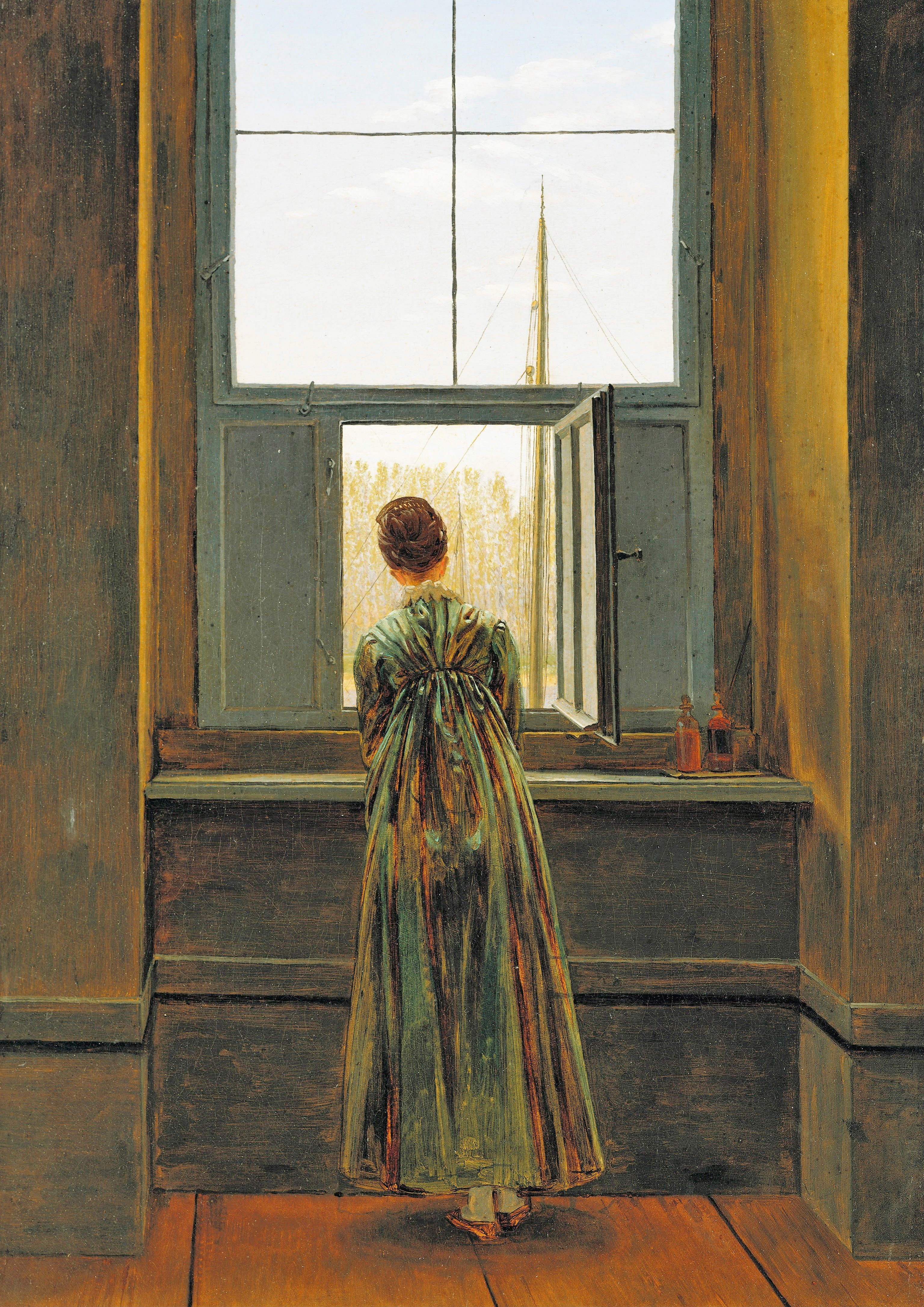
Caspar David Friedrich: Frau am Fenster, 1822
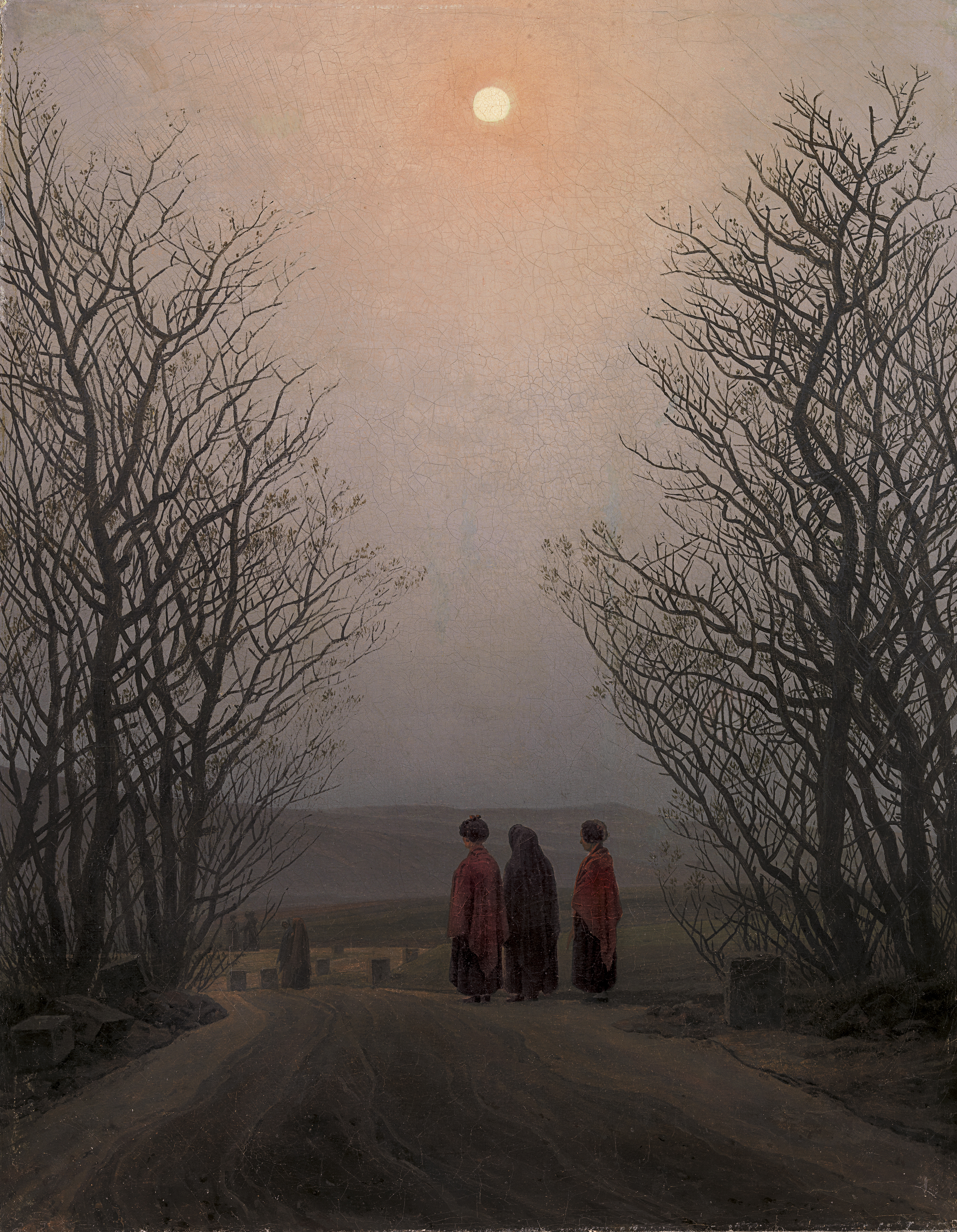
Caspar David Friedrich: Ostermorgen, um 1835

## Das neue Gartenbild
Die „Gartenterrasse“ markiert in den Gartensujets der Kunst die Abkehr von den Flanierbildern englischer Landschaftsparks, hin zur Darstellung des biedermeierlichen Ideals mit dem Garten als Rückzugsgebiet, Ort des Nachdenkens und der künstlerischen Inspiration. Bis in die 1790er Jahre dominieren in Gemälden etwa von Francoise Lefebvre, Martin Knoller, Johann Christian Ziegler, Johann Christoph Erhard oder Albert Christoph Dies die Panoramen fürstlicher Parks, von Statisten bevölkert. Friedrich nimmt in der Gartenterrasse durch die Montage von fürstlichem Garten und Allee, in der sich das Volk tummelt, die Idee des Vormärz vom Volksgarten vorweg und platziert dort eine emanzipierte bürgerliche Frau. Mit dem 1818 entstandenen Gemälde Gartenlaube kreiert er „wahrscheinlich die erste ,Gartenlaube‘ der deutschen Malerei“. Erst ab etwa 1830 entdecken Maler wie Joseph Eduard Teltscher, Johann Peter Krafft, Thomas Ender, Franz Alt, Carl Daniel Freydanck, Joseph Haßlwander oder Moritz von Schwind den Garten als privaten bürgerlichen Raum. Diese Entwicklung wird in den Gartendarstellungen des Impressionismus, der Neuen Sachlichkeit, des Jugendstils und des Expressionismus fortgeführt im Werk von Malern wie Claude Monet, Theodor von Hörmann, Gustav Klimt, Emil Nolde, Heinrich Vogeler oder Max Beckmann. Die Darstellung des Gartens mit einer Frau an der Peripherie eines axialen Bildzentrums war seit Friedrichs Gartenterrasse immer wieder Künstlermotiv.

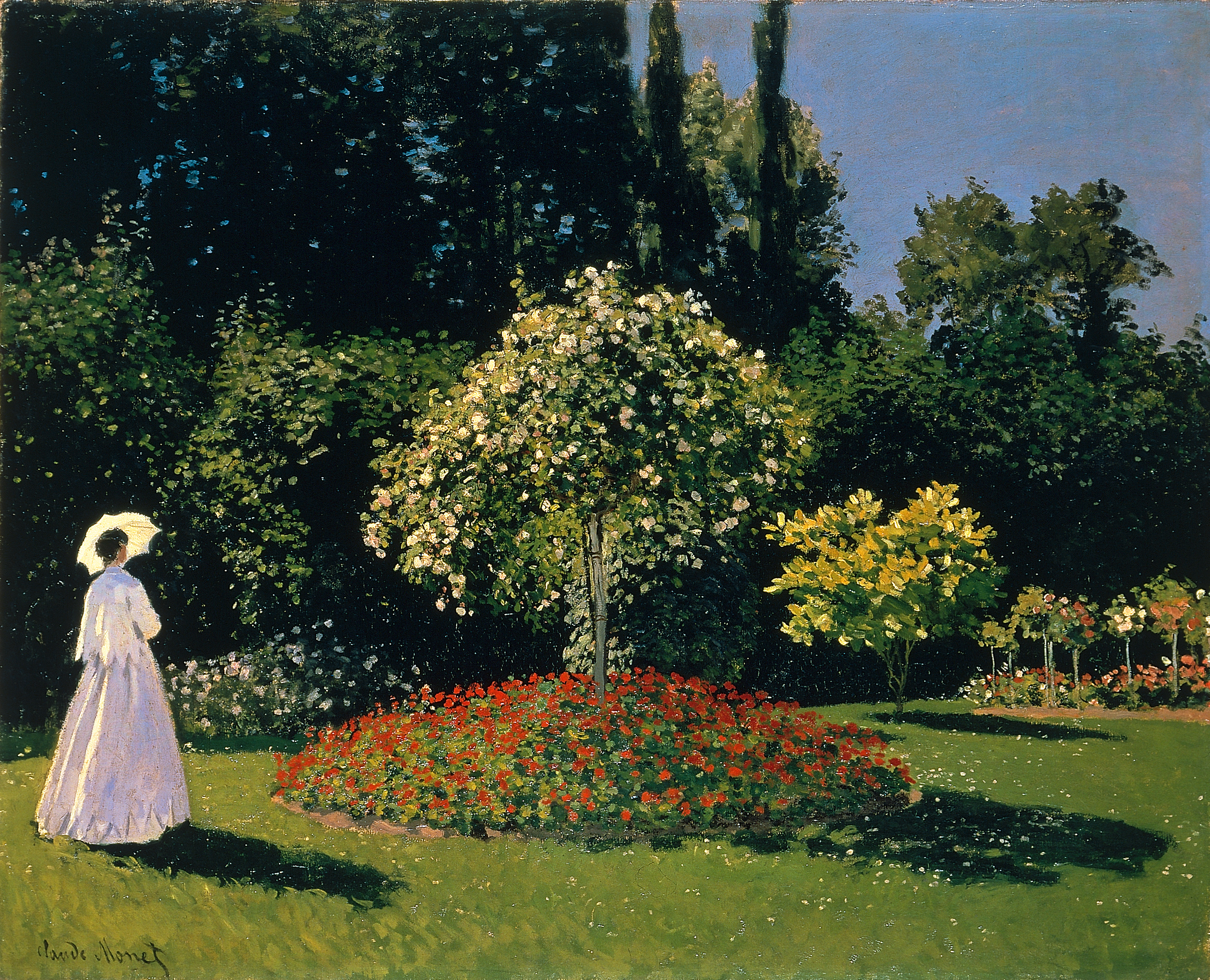
Claude Monet: Frau im Garten, 1867
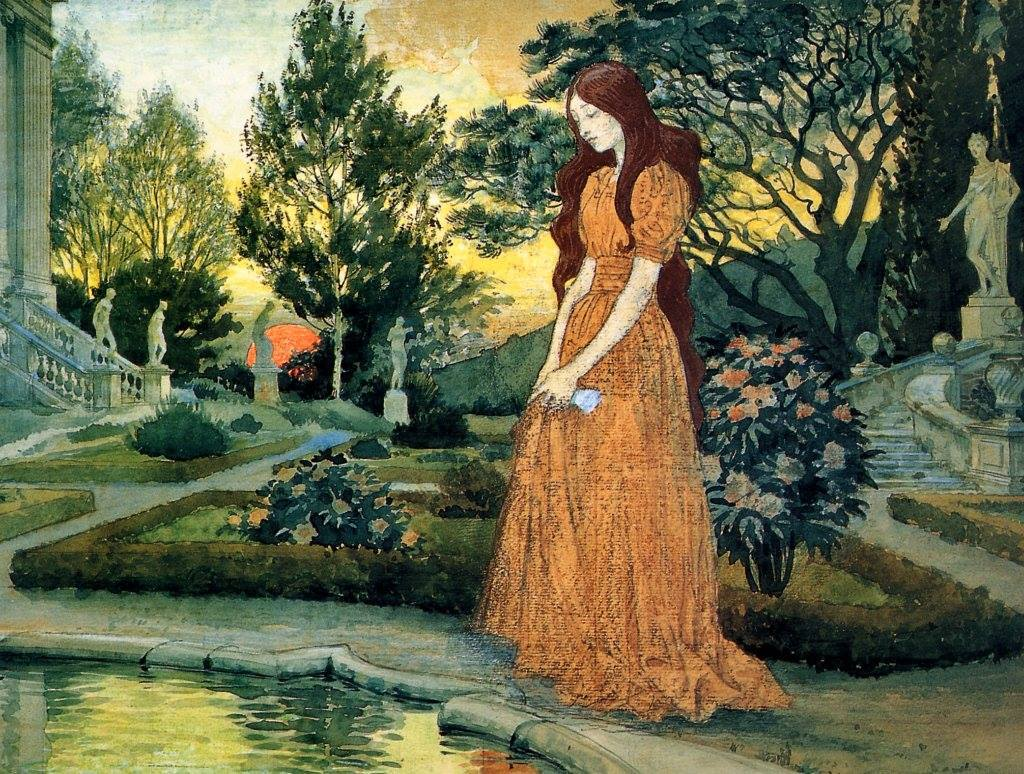
Eugène Samuel Grasset: Junge Frau in einem Garten, um 1900
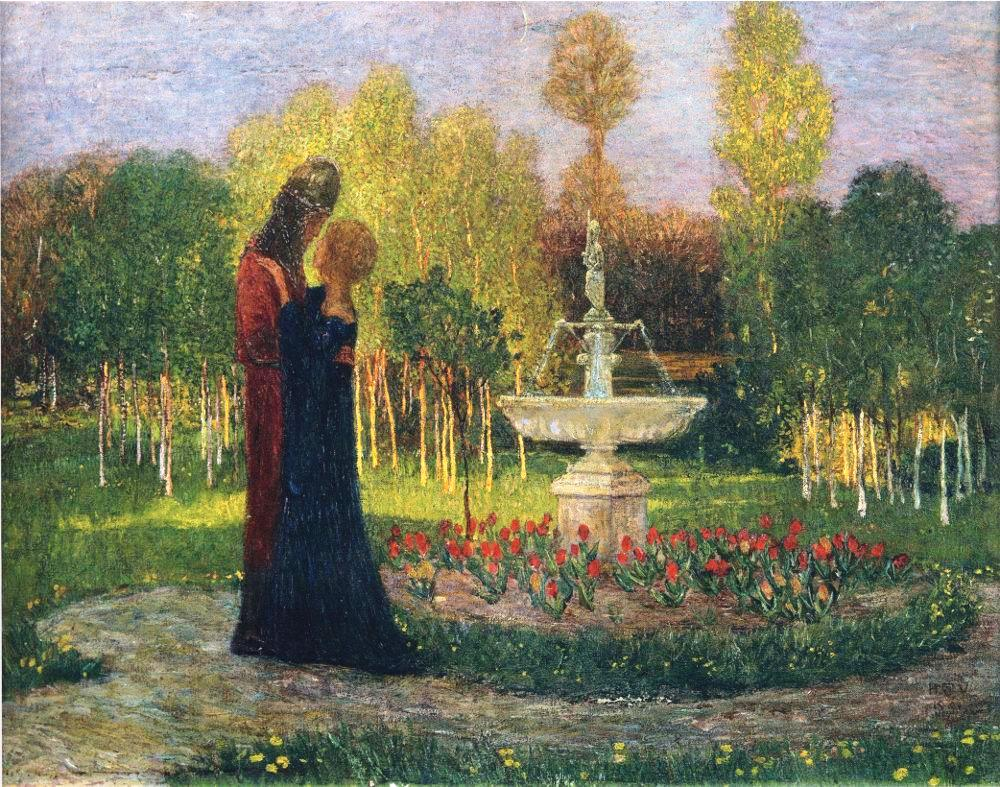
Heinrich Vogeler, Liebespaar, 1901